# 日本時計協会
一般社団法人日本時計協会（にほんとけいきょうかい、英語の名称 : "JAPAN CLOCK & WATCH ASSOCIATION", 略称 : JCWA）は、
日本国内における時計産業の振興を行う業界団体。
会員数は、正会員8社、賛助会員1社、合計9社である（2020年4月現在）。
1948年（昭和23年）4月に任意団体として設立された。1982年（昭和57年）11月に法人組織化し、社団法人日本時計協会となった。2011年（平成23年）4月に団体名を一般社団法人日本時計協会に変更した。
所在地は、東京都千代田区九段北1-6-4　日新ビル5階。

## 正会員
- エプソン販売株式会社
- カシオ計算機株式会社
- シチズン時計株式会社
- シチズン時計マニュファクチャリング株式会社
- セイコーウオッチ株式会社
- セイコーエプソン株式会社
- セイコータイムクリエーション株式会社
- リズム株式会社

## 賛助会員
- セイコーホールディングス株式会社